# South Park: The Stick of Truth
South Park: The Stick of Truth (en español South Park: La Vara de la Verdad) es un videojuego de rol basado en la serie de televisión animada estadounidense South Park. Desarrollado por Obsidian Entertainment, en colaboración con South Park Digital Studios. El lanzamiento del juego estaba previsto para el 5 de marzo de 2013, para las plataformas de PlayStation 3, Xbox 360 y PC; sin embargo, esta fecha no se pudo cumplir debido a problemas financieros del desarrollador, THQ.
Al igual que en sus capítulos en la serie de televisión, los creadores de South Park, Trey Parker y Matt Stone, han escrito los guiones para el videojuego, han supervisado el proyecto y han proporcionado las voces de varios personajes. Los detalles sobre el juego fueron revelados a principios de diciembre de 2011. El 5 de noviembre de 2012, THQ anunció que la fecha de lanzamiento se pasaba al 30 de abril de 2014. A pesar de esa declaración, la empresa GameStop y otros afirmaron que el producto se daría a conocer en 2013.
El 25 de enero de 2013, se anunció que la compañía francesa Ubisoft había comprado los derechos de publicación de THQ de South Park: The Stick of Truth, ya que esta empresa se había declarado en bancarrota.
En noviembre de 2015 el título se hizo retrocompatible en Xbox One.

## Argumento
El niño nuevo (personaje del juego) llega a South Park, y sus padres le sugieren que haga amigos en el nuevo pueblo. Ya en la calle, el niño nuevo rescata a Butters de un elfo. De este modo, Butters se convierte en el primer amigo de Facebook del nuevo. Este lo lleva a casa de Cartman, el rey mago, quien le muestra Kastillo Kupa de Kartman (KKK). A pesar de que en este punto el jugador debe escoger un nombre para el personaje, el niño nuevo terminará inevitablemente llamándose "Douchebag", debido al capricho de Cartman. Después de un entrenamiento (donde el jugador debe elegir la clase de guerrero que quiere ser: luchador-mago-ladrón-judío), Cartman le muestra al niño nuevo la reliquia, la "vara de la verdad", un instrumento que permite controlar el universo a quien la posea, y la razón de la guerra entre hombres y elfos. Tras esto, el reino de hombres de Cartman es invadido por elfos. El niño nuevo los derrota, pero la vara de la verdad es robada. Puesto que Clyde tenía la responsabilidad de protegerla, es expulsado del espacio-tiempo. El siguiente objetivo del niño nuevo es reclutar a los mejores guerreros de KKK, Tweek, Craig y Token, yendo a casa de cada uno y completando pequeñas misiones. Sin embargo, solo consigue reclutar a Tweek y Token porque Craig se encuentra castigado. Cartman le encarga al niño nuevo ir a la escuela a rescatarlo. Tras infiltrarse en esta, derrotar a los pelirrojos, (los guardias del pasillo) y encontrar la llave de la cafetería donde se encuentra recluido Craig, el Sr. Mackey envía a un Jefe para detenerlo: Un gran niño pelirrojo (probablemente de sexto) con un balón encadenado como arma. El jefe es derrotado y Craig es rescatado.
De vuelta en la casa de Cartman, el rey mago le enseña un nuevo ataque al niño nuevo, el "Pedo de dragón". En ese momento, Cartman le hace jurar al nuevo el muy importante "Juramento de los caballeros": Nunca te tirarás un pedo en las bolas de alguien. Así, el bando de los hombres, con todas sus fuerzas disponibles, se dirige a la "Taberna del Bardo" (la casa de Jimmy), para recuperar la vara perdida. El niño nuevo acaba en el sótano con Butters, donde verá por primera vez al poderoso Bardo (Jimmy), con la capacidad de potenciar a sus tropas con sus cantos. Tras que el niño nuevo logre derrotar a unos elfos, el Bardo huye con la vara. Ya fuera del sótano, el niño nuevo encuentra a Cartman herido, quien le advierte que la princesa Kenny ha sido tomada prisionera. El niño nuevo derrota a los elfos protectores, y sube al piso de arriba, donde libera a la princesa Kenny. Tras esto, Douchebag confronta a Jimmy El Bardo. Luego de derrotarlo, Cartman recupera la vara, y el bando de los hombres regresa al Kastillo de Kartman. Sin embargo, se hace demasiado tarde, y todos los niños regresan a dormir a sus casas. En esa noche, mientras el niño nuevo intenta dormir, es secuestrado por alienígenas quienes lo abducen e intentan "sondarle el ano". El niño nuevo logra liberarse. Randy, quien favorablemente también había sido abducido, le pide ayuda para escapar. El niño nuevo, tras explorar la nave y derrotar aliens enemigos, logra desintegrar los escudos que retienen a Randy. El niño nuevo consigue ganar la confianza de Randy, quien abandona la escena. Después de derrotar a los pilotos de la nave, esta se estrella en el supermercado de South Park. Una cinemática muestra a John McCain (definido como malvado tipo del Gobierno), enterándose del incidente, y ordenando enlistar a su equipo.
Al día siguiente, llega Cartman a la casa del niño nuevo informando que la vara desapareció otra vez, culpando a los elfos de robarla deshonestamente durante la noche (puesto que ambos bandos habían acordado no jugar a esa hora). Eric le ordena convencer a los niños góticos de unirse a su bando en la lucha contra los elfos. El niño nuevo se dirige al fondo lateral del colegio, donde se encuentra a los góticos. Estos le dicen que quizás se unirán a su juego, si él demuestra no ser un conformista, vistiendo como ellos. Además, deberá comprar café y cigarrillos. El nuevo se desplaza por South Park, obteniendo lo que necesita. Sin embargo, en el punto donde el nuevo sale de comprar el café en la tienda de "café Tweek", unos elfos lo acorralan en la misma salida. En lugar de pelear, los elfos le informan que el "Rey Elfo" ha solicitado su presencia. El jugador deberá tomar la decisión de ir con los elfos pacíficamente, o pelear. De cualquier modo, el nuevo terminará en el reino Elfo (puesto que, en caso de que el jugador elija pelear, los elfos lo noquearán y lo llevarán inconsciente). Allí conoce al "Alto Rey Elfo", quien resulta ser Kyle Broflovsky. El le asegura al nuevo que los elfos no se han llevado la vara como pregona Cartman, sino que él ha estado escondiéndola para simular tempestad, y de ese modo tener excusa para pedirle al nuevo reclutar más gente. Kyle le pide que reclute a los góticos, pero para beneficio de los elfos, con el fin de arrasar con el reino de Cartman de una vez por todas. Kyle le dice al nuevo que, si los traiciona, le dirá a todo el mundo que es un "mierdas" (Esto último, según los subtítulos en español. En el doblaje original, Kyle dice "If you betrayed us, we´ll tell everyone you are a butthole". Casualmente, este es el nombre que recibe el nuevo en su secuela, South Park: Retaguardia en peligro). A partir de este momento, el jugador tiene libertad para entrar y comerciar en el reino Elfo.
Ya libre nuevamente, y tras adquirir la ropa adecuada, café y cigarrillos, el nuevo regresa con los góticos. Sin embargo, ahora estos le exigen que se saque una foto en el ayuntamiento acompañado de un cartel (Fuck conformists). El niño nuevo llega a dicho lugar, donde se está celebrando una asamblea de adultos. Se discute sobre la suspensión de clases, y el nuevo gran "Taco Bell" que, supuestamente, se está construyendo sobre el otrora supermercado de South Park. Tras que todos los adultos abandonan el lugar, el nuevo se dispone a tomarse la foto, pero Randy lo detiene. Le dice que deben ingresar en la construcción, y descubrir que está sucediendo realmente. Pero antes, Randy le enseña al niño nuevo un nuevo poder, el "chirrido furtivo", una flatulencia con la capacidad de distraer enemigos. Douchebag llega al lugar donde el ovni se estrelló, (ahora lleno de gente y militares) donde es muy evidente que el gobierno intenta encubrir el incidente con la creación de un nuevo Taco Bell. Valiéndose de su nueva habilidad, el nuevo se infiltra en el asentamiento militar mayor, donde se está llevando a cabo una importante reunión presidida por John McCain. En ella, se deja en claro las consecuencias del estrellamiento del ovni: la propagación de una "baba verde alienígena", que convierte a los seres orgánicos en zombis nazis. McCain ordena bombardear South Park para contener la distribución del líquido alienígena. Todo lo hablado en la reunión queda grabado en una cinta de audio que oportunamente es dejada en la mesa. Tras que los adultos abandonan la escena, el nuevo abandona su escondite, y es atacado por un zombi nazi. Luego de derrotarlo, se apodera de la grabación, y escapa del lugar.
El nuevo regresa al ayuntamiento, y le entrega la cinta a Randy y los demás adultos. En agradecimiento, el señor Marsh le toma la foto con el cartel. El nuevo regresa con los góticos, quienes le imponen una última prueba: un baile gótico. Superadas todas las barreras, los niños góticos acceden a jugar con él. En este momento, el jugador tendrá que elegir si luchar de lado de los elfos, con Kyle, o del lado de los hombres, con Cartman, en la batalla del colegio. Cualquiera que sea la opción optada, el equipo enemigo se encontrará ocupando la escuela, y el bando del nuevo intentando ingresar. El niño nuevo entra a la escuela por una puerta lateral, combatiendo diversos enemigos en su camino (ya siendo hombres o elfos, y vigilantes pelirrojos nazi zombis ), entre ellos, un jefe(siendo Butters en caso de que el nuevo traicione a Cartman, o Stan, si decide renegar de Kyle). Finalmente, los máximos líderes de cada bando  y sus mejores soldados se encaran en un aula. El jugador, nuevamente, deberá elegir entre combatir singularmente a Cartman o Kyle, manteniendo o rompiendo la alianza según el caso. De cualquier modo, el niño nuevo derrota a su enemigo, y los góticos revisan debajo del banco del líder derrotado, donde supuestamente la vara había sido escondida. Sin embargo, los chicos se percatan de que los bancos no tienen barandillas. Sin embargo, los niños descubren un video en el casillero de Clyde, quien se ha convertido en "Dark Clyde", y declara sus intenciones de destruir la tierra. En una apresurada tregua, Stan, Kyle, Cartman, princesa Kenny, Butters y el nuevo llegan a la casa de Clyde. En su patio trasero, Dark Clyde es dueño de una poderosa fortaleza oscura, y está al mando de un enorme ejército de hombres y vampiros. Además, se revela que Craig ha traicionado a Cartman y se ha unido a Clyde. Sin embargo, se ha hecho de noche, y todos los niños deben ir a dormir. 
Esa misma noche, el niño nuevo sorprende a los Gnomos robando su ropa interior. El Gnomo Brujo reduce al nuevo al tamaño de un gnomo. Los gnomos escapan por una abertura de la pared, y el nuevo va tras ellos. En el camino, derrota algunas ratas hasta finalmente tener la batalla contra el Brujo en la cama de sus padres, mientras ellos fornican. El niño nuevo consigue derrotarlo y el brujo le entrega unos polvos con la capacidad de aumentarle o disminuirle de tamaño cuando el quiera. Esta habilidad puede utilizarse en el juego. 
Al día siguiente, en una reunión, elfos y hombres acuerdan sellar una alianza contra Clyde. Sin embargo, son conscientes de que aún unidos, no son suficientemente fuertes como para derrotar a Clyde. Por unanimidad, los líderes deciden enviar al nuevo en la misión de reclutar a las niñas como fuerzas aliadas. El niño nuevo consigue un favor de Annie, quien lo lleva a la guarida de las niñas, presidida por Wendy Testaburger. Ellas deciden unírseles, pero a cambio de algunos favores. El primero, averiguar si Monica está esparciendo rumores sobre que Allie Nelson practicó un aborto en 2013, lo que involucra una pelea con el novio de esta, Jake. Ya derrotado, el niño nuevo regresa con Annie, y las chicas le piden otro favor, consistente en infiltrarse en la clínica de abortos para acceder a sus registros. Para ello, el niño nuevo se hace pasar por niña. Ya dentro del sitio, el nuevo se viste como cirujano y roba los expedientes. En eso, se encuentra con Randy Marsh, quien se hallaba  buscando respuestas sobre el interés del gobierno en los registros de abortos de South Park. Ante la llegada de soldados, el niño nuevo se empequeñece con sus polvos mágicos y se escabulle por debajo del suelo. En un punto, el nuevo se encuentra en la situación de hacerse pasar por un doctor, y practicarle un aborto a Randy. Tras eso, en su camino a la salida, el nuevo lucha contra ratas y fetos nazi zombi.
El nuevo regresa donde las niñas mediante Annie. Sin embargo, los expedientes se encuentran en francés, y las chicas le piden los documentos traducidos. En el reino Elfo de Kyle, se decide que el niño nuevo viaje al reino del norte (Canadá), donde podrá traducir los archivos. Para ello, Cartman le entrega un pasaporte. Pudiendo entrar a Canadá, el jugador deberá superar un gran conjunto de pequeñas misiones, de las que vale la pena resaltar la lucha contra un obispo (quien el jugador podrá optar por asesinarlo o no), y la adquisición de un nuevo poder de pedo, nagasaki, una habilidad con un gran poder destructivo, de parte de Terrance y Philip. Finalmente, el nuevo logra traducir los documentos, y llevárselos a las niñas, quienes se unen al bando de los chicos.
La batalla final del juego. El gran ejército de coalición integrado por elfos, hombres, niñas, piratas y la federación, invade la Fortaleza de Dark Clyde. El niño nuevo logra ingresar en ella, donde pelea contra el jefe Craig. Ya derrotado, los chicos (Kyle, Stan, Kenny, Cartman, Butters, Jimmy y el nuevo) se reúnen y encuentran a Randy. El les informa sobre las intenciones del gobierno en la clínica de abortos: buscar un candidato para implantarle una "coñobomba", una bomba nuclear con el objetivo de destruir South Park. El sujeto se encuentra en la fortaleza de Clyde, y resulta ser el Señor Esclavo. El niño nuevo se empequeñece e ingresa en el ano del Señor esclavo, puesto que es el único que puede abortar la bomba. En su camino por los intestinos, el nuevo combate contra babas mutantes zombis, el Príncipe Gorrión y dos hombres del equipo S.W.A.T. Tras derrotarlos, el niño nuevo practica un aborto a la bomba, y la desactiva. Ya fuera del señor esclavo, El Rey Rana, El príncipe Gorrión y El Pezegato coronan al nuevo como rey por su valentía. Los chicos llegan a Clyde. En su ofensa, este revive a Chef, convirtiéndolo en un nazi zombi. El nuevo lo derrota, incinerándole con sus pedos. Con Chef derrotado, Cartman destierra a Clyde del espacio-tiempo, nuevamente. Sin embargo, en ese instante, justo a punto de asegurar la vara de la verdad, el gobierno ocupa la fortaleza, y John McCain se muestra antes los chicos (tomando la vara), quien les revela la verdad. El verdadero nombre del nuevo es Douvakiin. El gobierno ha estado buscándolo durante mucho tiempo, por su asombrosa habilidad para hacer amigos en redes sociales (Antes de cumplir los 5, Douvakiin ya acumulaba 3200 millones de seguidores en Facebook). McCain, al saber que tiene en sus manos la vara de la verdad, el objeto que le permite controlar el universo, reniega de su labor, se desnuda, y corre al balcón de la fortaleza, seguido de los niños. McCain le ofrece la vara a Douvakiin, para gobernar juntos el mundo. Douvakiin no acepta, pero la princesa Kenny se le acerca y toma la vara, con una risa desdeñosa. Morgan Freeman aparece en escena para explicar la situación: El padre de la princesa Kenny fue el primer y verdadero dueño de la vara de la verdad. Pero los humanos y elfos lo asesinaron. Kenny entonces, decidió vengarse, y es, además, la heredera de la vara de la verdad. El nuevo se enfrenta a la Princesa Kenny, derrotándola fácilmente. Kenny decide beber de las babas verdes alienígenas, y se convierte en nazi zombi. Ahora, siendo el verdadero y último jefe del juego, Douvakiin se enfrenta a ella, con la ayuda de cada uno de los niños. Sin embargo, cada vez que Kenny moría, terminaba reviviendo. Conscientes de que no pueden derrotarla, Cartman propone la última opción: Romper el juramento de los caballeros. De este modo, Douvakiin se pedorrea en las bolas de Kenny. Los efectos de la baba alienígena en el pueblo, desaparecen. Todos vuelven a la normalidad, y Kenny finalmente es derrotada. 
La escena final del juego. Kyle, Stan, Cartman y el nuevo, frente a Stark`s Pond. Cartman arroja la vara de la verdad al lago, para que no genere más problemas de los ya causados. Cartman le pregunta al nuevo que juego quiere jugar ahora. Douvakiin, que se había mantenido callado durante todo el juego, exclama "Screw you guys, I`m going home" (jódanse chicos, me voy a casa) y abandona la escena. En los árboles del fondo, se puede observar aparecer a Algore, disfrazado de hombre-oso-cerdo.

### Secuela
South Park: The Stick of Truth cuenta con una secuela titulada South Park: The Fractured But Whole, traducida como South Park: Retaguardia en Peligro. Dicha secuela llegó al mercado el 17 de octubre de 2017 para Xbox One, PlayStation 4 y PC y el 24 de abril de 2018 para Nintendo Switch.

## Banda sonora
Painkiller de Three Days Grace (oculta)